# Voblast de Minsk
La voblast de Minsk (en biélorusse : Мі́нская во́бласць, Minskaïa voblast) ou oblast de Minsk (en russe : Минская о́бласть, Minskaïa oblast) est une subdivision de la Biélorussie. Sa capitale administrative est la ville de Minsk, qui a un statut spécial et n'en fait pas partie.

## Démographie

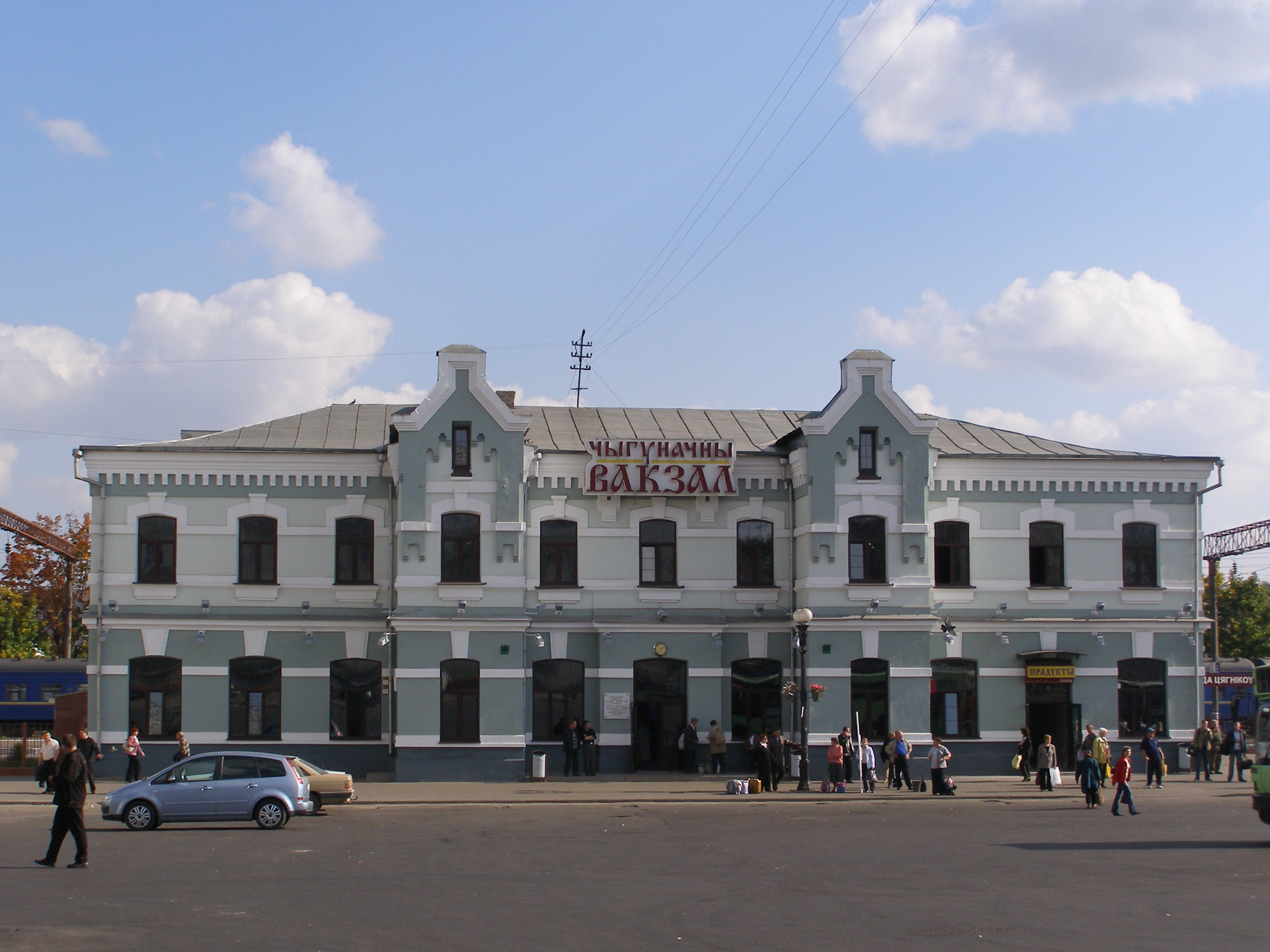
Gare, Barysaw
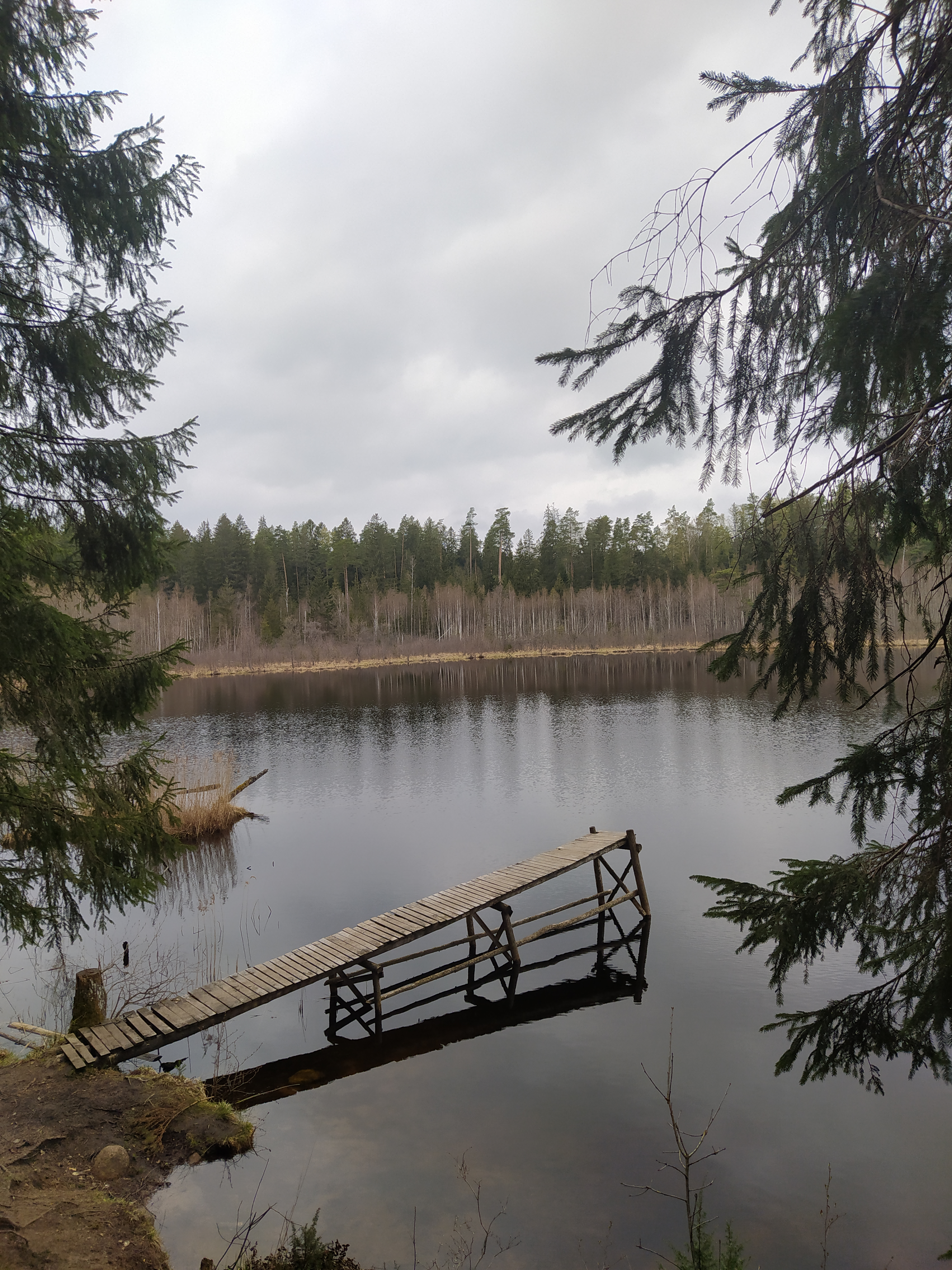
Dans le Нарачанскі (нацыянальны парк) du voblast de Minsk. Mai 2022.
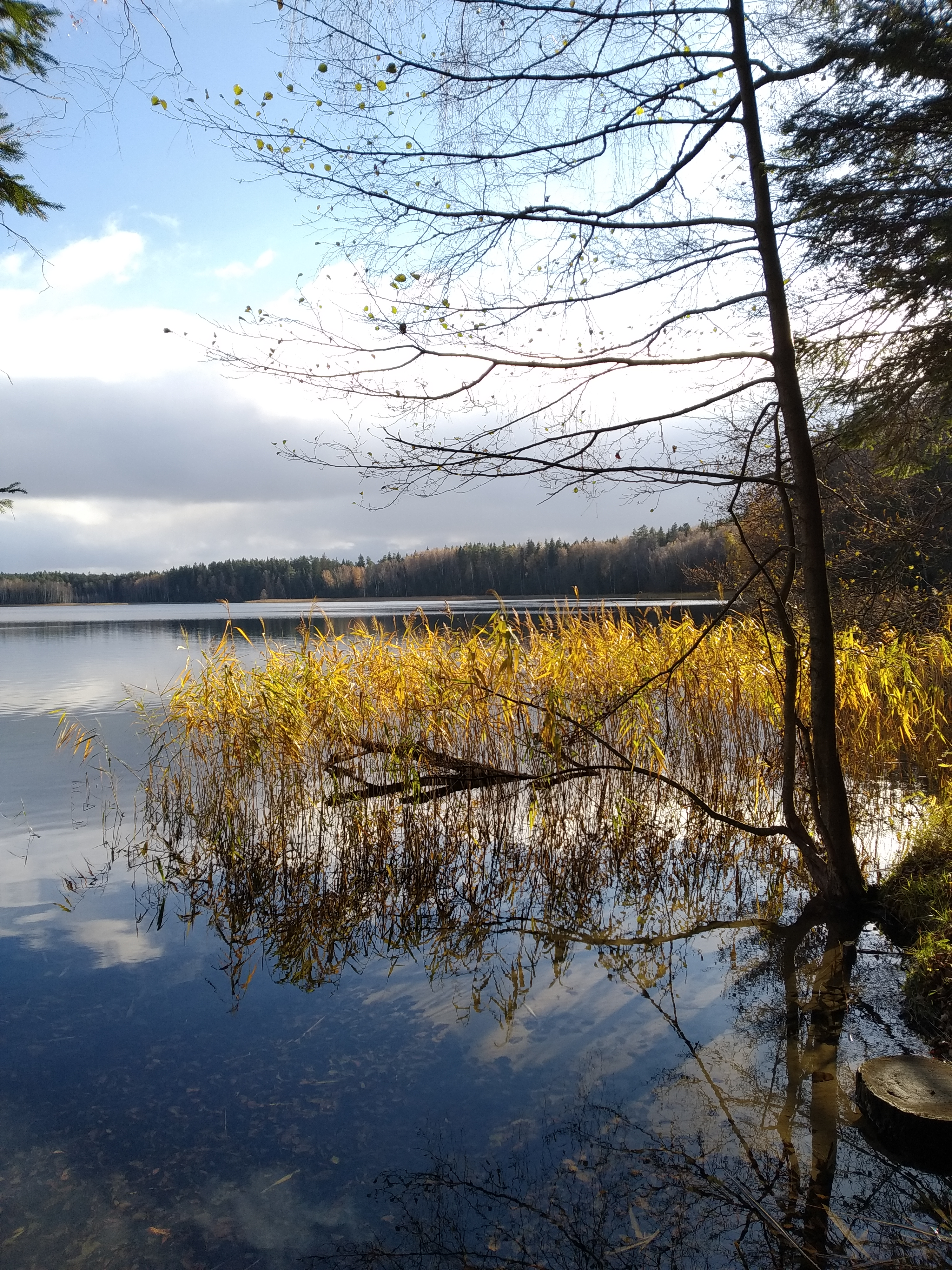
Le lac Glublya dans le Нарачанскі (нацыянальны парк) du voblast. Octobre 2021.

| Année | Population | Naissances annuelles | Décès annuels | Solde naturel annuel | Taux de natalité (‰) | Taux de mortalité (‰) | Solde naturel (‰) | Indice de fécondité |
| ----- | ---------- | -------------------- | ------------- | -------------------- | -------------------- | --------------------- | ----------------- | ------------------- |
| 2004  | 1 481 125  | 13 530               | 24 226        | -10 696              | 9,1                  | 16,4                  | -7,3              | 1,34                |
| 2005  | 1 464 028  | 13 743               | 24 828        | -10 785              | 9,4                  | 16,8                  | -7,4              | 1,37                |
| 2006  | 1 452 636  | 14 646               | 23 892        | -9 246               | 10,1                 | 16,4                  | -6,3              | 1,46                |
| 2007  | 1 444 202  | 15 519               | 23 060        | -7 541               | 10,9                 | 16,0                  | -5,1              | 1,55                |
| 2008  | 1 435 881  | 16 020               | 22 959        | -6 939               | 11,2                 | 16,0                  | -4,8              | 1,61                |
| 2009  | 1 425 448  | 16 504               | 23 160        | -6 656               | 11,6                 | 16,2                  | -4,6              | 1,68                |
| 2010  | 1 415 679  | 16 667               | 23 154        | -6 487               | 11,4                 | 16,4                  | -5,0              | 1,72                |
| 2011  | 1 407 509  | 16 752               | 22 851        | -5 859               | 11,9                 | 16,0                  | -4,1              | 1,77                |
| 2012  | 1 402 676  | 17 960               | 21 113        | -3 153               | 12,8                 | 15,1                  | -2,3              | 1,94                |
| 2013  | 1 402 481  | 18 629               | 20 927        | -2 298               | 13,3                 | 14,9                  | -1,6              | 2,05                |
| 2014  | 1 405 297  | 18 587               | 20 115        | -1 528               | 13,2                 | 14,3                  | -1,1              | 2,09                |
| 2015  | 1 412 599  | 19 076               | 20 034        | -958                 | 13,5                 | 14,2                  | -0,7              | 2,18                |
| 2016  | 1 420 147  | 18 541               | 19 866        | -1 325               | 13,1                 | 14,0                  | -0,9              | 2,16                |

- Gare, Barysaw
- Dans le Нарачанскі (нацыянальны парк) (be) du voblast de Minsk. Mai 2022.
- Le lac Glublya dans le « Нарачанскі (нацыянальны парк) » du voblast. Octobre 2021.